# Perseverance (Hatebreed)
Perseverance è il secondo album in studio del gruppo musicale statunitense Hatebreed, pubblicato il 12 marzo 2002 dalla Universal Music Group.

## Tracce
1. Proven – 2:35
2. Perseverance – 2:20
3. You're Never Alone – 3:21
4. I Will Be Heard – 2:58
5. A Call for Blood – 3:05
6. Below the Bottom – 2:25
7. We Still Fight – 1:35
8. Unloved – 2:37
9. Bloodsoaked Memories – 2:52
10. Hollow Ground – 2:39
11. Final Prayer – 2:12
12. Smash Your Enemies – 2:09
13. Healing to Suffer Again – 2:49
14. Judgement Strikes (Unbreakable) – 1:25
15. Remain Nameless – 2:50
16. Outro – 0:38

### Tracce bonus
1. Condemned Until Rebirth – 2:08

## Formazione
- Jamey Jasta - voce
- Sean Martin - chitarra
- Lou "Boulder" Richards - chitarra
- Chris "The Xmas Bitch" Beattie - basso
- Matt Byrne - batteria